# ميشيل وولف (مبارزة بالسيف)
ميشيل وولف هي مبارزة بالسيف سويسرية، ولدت في 22 يناير 1961 في مدينة لوكسمبورغ في لوكسمبورغ.

## وصلات خارجية
- ميشيل وولف على موقع أوليمبيديا (الإنجليزية)